# Fernando Miranda Pérez
Fernando Miranda Pérez (né à José Batlle y Ordóñez, dans le département de Lavalleja, le 5 juillet 1919  - disparu le 30 novembre 1975) était un écrivain et professeur d'université uruguayen. Arrêté en 1975, il fait partie des disparus de la dictature civico-militaire uruguayenne,.

## Biographie
Fernando Pérez était écrivain, notaire et professeur de Droit civil à la Faculté de droit de l'Université de la République. C'était aussi un militant du Parti Communiste (PCU) et du Front large (Frente Amplio, FA) constitué comme une alliance de partis de gauche allant du Parti démocrate chrétien aux Tupamaros. En 1971, lors des élections générales, il est élu comme conseiller municipal sur la liste 1001 (PCU et alliés) du Front large. Il a également milité à l'Association des Notaires d'Uruguay, dont il a été membre de la commission administrative.

### Disparition
Pendant la guerre sale menée par les dictatures américaines d'extrême-droite envers les oppositions démocratiques et révolutionnaires, Fernando Miranda Pérez est arrêté dans le cadre de l'Opération Morgan par l'Organe coordinateur des opérations anti-subversives (OCOA) dépendante de la Division de l'Armée I (DEI) le 30 novembre 1975. Il est alors transféré au centre clandestin de détention et de torture 300 Carlos, situé dans les locaux du 13e Bataillon d'Infanterie (Bn. I. N°13). Après cet enlèvement, il n'a jamais été revu vivant.

### Découverte du corps et identification
Ses ossements ont été retrouvés le 2 décembre 2005 par le Groupe de recherche en anthropologie Forense (Grupo de Investigación en Antropología Forense, GIAF) de la Faculté d'Humanités et Sciences de l'Éducation (de l'Université de la République), dans les locaux du Bataillon d'Infanterie N° 13. Il a été identifié par analyse ADN le 1er décembre 2006,.